# Systropus xylochus
Systropus xylochus är en tvåvingeart som beskrevs av Lachaise och Wray Merrill Bowden 1976. Systropus xylochus ingår i släktet Systropus och familjen svävflugor.
Artens utbredningsområde är Elfenbenskusten. Inga underarter finns listade i Catalogue of Life.